# خوسيه سيغوفيا
خوسيه سيغوفيا (بالإسبانية: José Manuel Segovia Fernández) (13 أبريل 1991 في إسبانيا - ) هو لاعب كرة قدم إسباني في مركز حراسة المرمى. لعب مع نادي ياغوستيرا وFC Santboià ‏ وAEC Manlleu ‏ وفياريال سي ‏ وCF Montañesa ‏ ونادي أولوت ونادي كورنيا ونادي سان أندرو وUE Rubí ‏.

## وصلات خارجية
- خوسيه سيغوفيا على موقع قاعدة بيانات كرة القدم.إي يو (الإنجليزية)
- خوسيه سيغوفيا على موقع Soccerway.com (الإنجليزية)
- خوسيه سيغوفيا على موقع AS.com (الإسبانية)